# Halichondria cancellosa
Halichondria cancellosa är en svampdjursart som först beskrevs av Carter 1886.  Halichondria cancellosa ingår i släktet Halichondria och familjen Halichondriidae. Inga underarter finns listade i Catalogue of Life.